# المنطقة السعودية الكويتية المحايدة

المنطقة المحايدة السعودية والكويت
(2 ديسمبر 1922 – 18 يناير 1970).
(وضعت من قبل معاهدة العقير في ديسمبر 1922.)

المنطقة السعودية الكويتية المحايدة، والمعروفة أيضًا باسم المنطقة المحايدة أو المنطقة المقسومة، وتبلغ مساحتها 5,770 كـم2 (2,230 ميل2). وتقع بين حدود السعودية والكويت والتي تُركت غير محددة عندما تم تحديد الحدود بموجب اتفاقية العقير في 2 ديسمبر 1922.
وفقًا للمؤرخ دانيال يرغن، «كانت المنطقة المحايدة عبارة عن مساحة صحراء قاحلة تبلغ حوالي ألفي ميل مربع، اقتطعها البريطانيون عام 1922 أثناء ترسيم الحدود بين الكويت والمملكة العربية السعودية. ولإسكان البدو الذين كانوا يتنقلون بين الكويت والسعودية، والذين كانت الجنسية بالنسبة لهم مفهومًا غامضًا، تم الاتفاق على أن تتقاسم الدولتان السيادة على المنطقة.»
وقد نصت اتفاقية العقير على أن «حكومة نجد والكويت سوف تتقاسمان حقوقاً متساوية حتى يتم التوصل إلى اتفاق آخر بين نجد والكويت بشأنها من خلال المساعي الحميدة لحكومة بريطانيا العظمى».
ومع ذلك، لم يكن هناك اهتمام كبير بتسوية أكثر تحديدًا في المنطقة المحايدة حتى اكتشاف النفط عام 1938 في منطقة برقان بالكويت. ومع إمكانية وجود النفط داخل المنطقة المحايدة نفسها، منحت الكويت امتيازات في عام 1948 شركة الزيت الأمريكية المستقلة وفي عام 1949 من قبل السعودية لشركة باسيفيك ويسترن أويل كوربوريشن، استكشفت الشركتان المنطقة وطورتاها بشكل تعاوني. تم اكتشاف النفط في مارس 1953 وكانت الخزانات ذات حجم كبير. تم شحن أول نفط في يناير 1954. في عام 1957، وقعت السعودية اتفاقية امتياز مع شركة الزيت العربية المملوكة لليابان، ووقعت الكويت في عام 1958. انتهى هذا الامتياز في عام 2000. حققت الشركة أول اكتشاف بحري لها في يناير 1960.:505–507
بدأت مفاوضات التقسيم بعد وقت قصير من اجتماع حكام الكويت والسعودية وقرارهم، في أكتوبر 1960، بتقسيم المنطقة المحايدة. في 7 يوليو 1965، وقعت الحكومتان اتفاقية لتقسيم المنطقة (والتي دخلت حيز التنفيذ في 25 يوليو 1966). تم توقيع اتفاقية ترسيم الحدود لتقسيم المنطقة المحايدة في 17 ديسمبر 1967 ولكنها لم تدخل حيز التنفيذ رسميًا إلا بعد تبادل الوثائق والتوقيع الذي تم في الكويت في 18 ديسمبر 1969. تبع ذلك التصديق في 18 يناير 1970، ونشرت الاتفاقية في الجريدة الرسمية الكويتية في 25 يناير 1970.
لم يتم تعيين المنطقة أبدًا برمز أيزو 3166 حيث تم تقسيمها قبل اعتماد أيزو 3166 في عام 1974. ولكن على سبيل المثال، في المجلات التجارية لصناعة النفط تم التعامل معها بشكل منفصل مثل الدولة.
وقد غزت القوات العراقية المنطقة بسرعة، ولكن لفترة وجيزة، خلال حرب الخليج الأولى في عام 1991 بعد أن غزت الكويت واحتلتها؛ إلا أن قوات التحالف المكونة من وحدات أمريكية وسعودية صدت الهجوم العراقي وحررت المنطقة وبقية الكويت.
ورغم تقسيم المنطقة منذ نصف قرن من الزمان، فإن ضخ النفط لا يزال يتم بموجب اتفاقيات.[بحاجة لتوضيح]

## صناعة النفط
أُعلن عن انتهاء المفاوضات بين أميركان إندبندنت والحكومة الكويتية في 6 يوليو 1948.
تفاوض الجيولوجي بول تي. والتون، نيابةً عن شركة ويسترن باسيفيك أويل، مع الملك عبد العزيز آل سعود في فندق شبرد بالقاهرة. مُنح الامتياز مقابل مكافأة أولية قدرها 9.5 مليون دولار أمريكي، و55 سنتًا أمريكيًا لكل برميل من حقوق الإنتاج، مع حد أدنى قدره مليون دولار أمريكي يُدفع سنويًا (أي ما يعادل 1،818،182 برميلًا)، وحصة قدرها 25% من صافي الأرباح.
وفي 30 يونيو 1949، وقعت الشركتان اتفاقية للمرحلة الأولى التي تضمنت حفر 4 حفر على عمق 5000 قدم، ووقعتا اتفاقية أخرى في 14 فبراير 1950 لمرحلة من أعمال الحفر الزلزالي والأساسي.
كان مقر فرق الاستكشاف سفينة إنزال مُجددة، دبابة، إل إس تي 1014، أُعيدت تسميتها إلى إم في أمينويل. نفذت شركة ليفينغستون لبناء السفن عملية التحويل في أورانج، تكساس، من 15 يونيو إلى 30 سبتمبر 1949. مثلت السفينة وحمولتها البالغة 3،000 طن استثمارًا بقيمة مليوني دولار. مع وصول هذا المعسكر الأساسي المتنقل عبر قناة السويس في الخليج العربي في نهاية نوفمبر 1949، بدأ الاستكشاف في المنطقة المحايدة. كان أول موقع للحفر على بُعد 25 ميلًا داخليًا على الحدود مع الكويت، بالقرب من حقل برغان الخصب.
خلال عام 1950، حُفرت ثلاثة آبار جافة. حُفرت بئر الوفرة رقم 1 في 11 ديسمبر 1949، واكتملت على عمق 5020 قدمًا في 4 فبراير. حُفرت بئر الوفرة رقم 2 على بُعد ميلين غرب البئر رقم 1 في 22 فبراير، ثم أُهملت على عمق 5250 قدمًا في 9 يونيو. وصل بئر الوفرة رقم 3 إلى عمق 5000 قدم في 20 أكتوبر. في هذه المرحلة المبكرة، لم يُعثر على أي شيء أيضًا، وهو بئر الفوارس رقم 1. في غضون ذلك، كانت حملة جيوفيزيائية شاملة جارية، وفي مارس 1952، تم حفر البئر البري الخامس ( الحازيم ) بالقرب من الساحل، ولكن تم التخلي عنه كحفرة جافة على عمق 7429 قدمًا بحلول يونيو 1952. أسفرت حملة الاستكشاف المكونة من 5 آبار في نهاية عام 1952 عن إنفاق 30 مليون دولار ويبدو أن المخاطرة بالحفر المبكر بالتزامن مع العمل الجيوفيزيائي لم تؤت ثمارها.
كانت بئر الوفرة رقم 4 هي البئر الاكتشافية. حُفرت في 10 فبراير 1953، وفي 17 مارس 1953، عُثر على النفط على عمق 3،470 قدمًا، واكتمل حفرها على عمق 3،620 قدمًا.
في نهاية عام 1953، تم الانتهاء من خط أنابيب بطول 34 ميلًا وقطر 8 و10 بوصات إلى محطة مينا عبد الله (29°00′54″N 48°09′38″E / 29.0151°N 48.16065°E) في الكويت، والذي تم بناؤه بالتزامن ويقع مباشرة جنوب محطة ميناء الأحمدي التابعة لشركة نفط الكويت. في المرحلة الأولى من الإنجاز، يمكن للبنية التحتية الجديدة ضخ 20،000 برميل يوميًا من خزانات الحقل إلى خزانات المحطة. أبحرت أول شحنة (92،000 برميل) من النفط على متن تسوروكي مارو في 13 يناير 1954، متجهة إلى مصفاة شركة دايكيو للنفط في يوكايتشي (اليابان) التي تبلغ طاقتها 14،000 برميل يوميًا. في ذلك الوقت، تم الانتهاء من بناء خزانين للتخزين سعة كل منهما 73000 برميل. كان خط تحميل الغواصات بقطر 16 بوصة وسعة 7500 برميل/ساعة بطول 12000 قدم وأنشأ رصيفًا على عمق 48 قدمًا من الماء. انظر الخريطة في عدد شركة البترول العالمية 1954-02. أكملت شركة أمينويل مصنعًا للتزويد بطاقة 30000 برميل يوميًا في نهاية عام 1958، ولتزويده، وضعت خطًا حلقيًا بقطر 12 بوصة موازيًا للخط الحالي بقطر 8/10 بوصة. تم الانتهاء من خط حلقي بطول 32 ميلًا و24 بوصة في عام 1961. وفي نفس العام، تم بناء خزان بقطر 200 قدم وارتفاع 64 قدمًا وسعة 600،000 برميل، وهو أكبر خزان نفط في العالم في ذلك الوقت. وكان من المقرر أن يبدأ تشغيل مشروع توسعة مصنع التغطية بقدرة 100 ألف برميل يوميا في عام 1962.
أنشأت شركة باسيفيك ويسترن في النهاية رصيف تحميل خاص بها وأطلقت عليه اسم مينا سعود تكريماً للشيخ الذي قرر منعها من الاستمرار في استخدام مينا عبد الله. تم لحام أنبوب بطول 8674 قدمًا وقطر خارجي 20 بوصة وسماكة 1⁄2 بوصة على الشاطئ، وفي 23 أكتوبر 1954 تم تعويمه في مكانه وغرق في رأس الزور. لم يكن مطليًا وكان مزودًا بحماية كاثودية. وربط خط أنابيب قطره 10 بوصات الحقل بالمحطة. بدأ تشغيل المحطة في أوائل عام 1955. كان لدى جيتي مصنع تقطير بطاقة 50،000 برميل في اليوم في عام 1959. ثبت أن خط حلزوني ملحوم بطول 31 ميلًا وقطر 18 بوصة غير صالح للاستخدام وتم استبداله.
بسبب انخفاض الضغط في آبار حقل الوفرة، سرعان ما تم إدخال رافعات الضخ. في أغسطس 1959، كان نصف المنتجين الـ 62 قد بدأوا بالفعل في ضخ النفط، وكانت لدى شركة جيتي أويل خطط لإعادة تصميم جميع آبارها.
| العام | الوفرة | الخفجي  | الفوارس | غودير  | الحوت |
| ----- | ------ | ------- | ------- | ------ | ----- |
| 1954  | 6،023  |         |         |        |       |
| 1955  | 8،848  |         |         |        |       |
| 1956  | 11،725 |         |         |        |       |
| 1957  | 23،300 |         |         |        |       |
| 1958  | 29،510 |         |         |        |       |
| 1959  | 41،980 | 420     |         |        |       |
| 1960  | 49،270 | 540     |         |        |       |
| 1961  | 57،705 | 7،482   |         |        |       |
| 1962  | 67،319 | 21،936  |         |        |       |
| 1963  | 66،254 | 48،246  |         |        |       |
| 1964  | 68،200 | 61،251  | 1،949   |        |       |
| 1965  | 64،970 | 65،235  | 2،046   |        |       |
| 1966  | 56،210 | 92،969  | 1،545   | 2،700  |       |
| 1967  | 49،665 | 101،848 | 1،207   | 0      |       |
| 1968  | 33،412 | 109،504 | 706     | 13،078 |       |
| 1969  | 30،373 | 110،596 | 392     | 4،699  | 7،092 |
| 1970  | 39،936 | 119،305 | 490     | 16،944 | 7،225 |
| 1971  | 45،000 | 127،809 | 832     | 19،441 | 6،031 |
| 1972  | 38،422 | 144،896 | 788     | 17،885 | 5،309 |
| 1973  | 30،020 | 139،836 | 876     | 16،167 | 4،029 |
| 1974  | 39،655 | 135،918 | 910     | 19،108 | 2،558 |
| 1975  | 43،441 | 117،000 | 945     | 18،149 | 2،100 |
| 1976  | 40،165 | 109،490 | 1،142   | 17،991 | 2،925 |
| 1977  | 42،657 | 69،380  | 1،068   | 20،200 | 2،900 |
| 1978  | 38،520 | 109،118 | 1،204   | 19،280 | 2،026 |
| 1979  | 40،723 | 134،600 | 955     | 18،538 | 2،320 |
| 1980  | 38،040 | 137،345 | 588     | 17،930 | 2،555 |

| الحقل  | المنطقة | الاكتشاف | العمق         | إيه بي سي | تراكمي 1961 |
| ------ | ------- | -------- | ------------- | --------- | ----------- |
| الوفرة | برقان   | 1953     | 3،700         | 24        | 88،048،919  |
| الوفرة | إيوسين  | 1954     | 1،200 - 2،200 | 17 - 19   | 63،607،691  |
| الوفرة | راتاوي  | 1955     | 7،100         | 25        | 47،456،827  |
| الخفجي |         | 1960     | 5،500         | 26        | 1،909،550   |

| الوجهة           | 1954      | 1955      | 1955      | 1956       | 1956       | 1957       | 1957       |
|                  |           | أمينويل   | باكويس    | أمينويل    | جيتي       | أمينويل    | جيتي       |
| ---------------- | --------- | --------- | --------- | ---------- | ---------- | ---------- | ---------- |
| الولايات المتحدة | 4،148،027 | 1،424،836 | 1،407،069 | 243،971    | 3،284،005  | 739،152    | 12،580،231 |
| اليابان          | 1،190،438 | 904،725   | 1،483،257 | 3،680،054  | 1،023،803  | 4،887،678  | 189،317    |
| إيطاليا          | 174،988   | 1،473،739 |           | 1،496،564  |            | 2،424،976  | 313،132    |
| فرنسا            | 117،139   | 443،377   | 1،094،113 |            | 1،587،211  | 134،515    |            |
| ألمانيا          | 70،117    | 132،758   |           |            |            |            |            |
| مصر              |           |           |           |            | 112،974    |            | 896،105    |
| هولندا           |           |           |           |            |            | 531،387    |            |
| المجموع          |           | 4،379،435 | 3،984،439 | 5،420،589  | 6،017،993  | 8،717،708  | 13،978،785 |
| المجموع          | 5،700،709 | 8،363،874 | 8،363،874 | 11،438،582 | 11،438،582 | 22،696،493 | 22،696،493 |

| العام     | النفط | الغاز | الحاف | بئر الاستكشاف | قدم        |
| --------- | ----- | ----- | ----- | ------------- | ---------- |
| 1950-1952 | 0     | 0     | 0     | 5             | ca. 32،000 |
| 1953      | 4     | 0     | 0     | 1             | 20،635     |
| 1954      | 11    | 0     | 3     |               | 56،391     |
| 1955      | 13    | 0     | 2     |               | 58،754     |
| 1956      | 26    | 0     | 3     |               | 83،985     |
| 1957      | 46    | 0     | 8     | 0             | 110،390    |
| 1958      | 37    | 0     | 12    | 0             | 102،424    |
| 1959      | 40    | 0     | 0     | 0             | 104،267    |
| 1960      | 80    | 0     | 0     | 0             | 202،038    |

## التطورات الأخيرة
في ديسمبر 2022، وقّعت أرامكو السعودية والشركة الكويتية لنفط الخليج مذكرة تفاهم لتطوير حقل الدرة للغاز، الواقع في المنطقة المحايدة، بشكل مشترك. يهدف المشروع إلى إنتاج 280,000,000 متر مكعب (9.9×109 قدم3) من الغاز الطبيعي و84 ألف برميل من الغاز الطبيعي المسال يوميًا.
في 26 مايو 2025، أعلنت المملكة العربية السعودية والكويت عن اكتشاف جديد (500 برميل يوميًا بكثافة 26 إلى 27 على مقياس إيه بي سي) على بعد 5 كيلومترات شمال حقل الوفرة.

## الملاحظات
1. ↑  منذ عام 1932 كانت تحت سيطرة جيه بول جيتي وفي عام 1956 تمت إعادة تسميتها إلى شركة جيتي للنفط
2. ↑  بموجب اتفاقية تكميلية بتاريخ 23 يونيو 1950 تم حفر بئر استكشافي دون احتساب الآبار الأربعة في الاتفاقية الأصلية
3. ↑  يقال إنه يقع على بعد 6 أميال غرب وفرة رقم 3 وكان على ارتفاع أقل من 7000 قدم في يناير 1951[12] ولكن تم التخلي عنه كحفرة جافة على عمق حوالي 9400 قدم[15]
4. ↑  تم شراء 12 ميلاً من الأنابيب الفائضة بقطر 8 بوصات و22 ميلاً من الأنابيب الفائضة بقطر ١٠ بوصات من أرامكو. أكمل طاقم عمل واحد حوالي 3000 قدم مكعب يومياً، مع عامل واحد لتركيب الأنابيب و٥ لحامات إنتاج. حدث تغيير في اتجاه الخط عند الميل العاشر من الحقل، حيث ينعطف قليلاً إلى اليسار. ويعود ذلك إلى نقل المحطة في اللحظة الأخيرة لمسافة 13 ميلاً شمالاً من موقعها الأصلي،رأس الجالية (الخريطة: [21]).[18]
5. ↑  وبسبب فترات التسليم الطويلة للخزانات الجديدة، تم تفكيك خزانين مثبتين في مدينة ويتشيتا بولاية كانساس وشحنهما إلى الخارج.[18]
6. ↑  1954[24] 1955[34] 1956[35] 1957[36]
7. ↑  
  - 1950-1952: انظر النص أعلاه
  - 1953: [37]
  - 1954: [38]
  - 1955: [39]
  - 1956: [40]
  - 1957-1960: [41]
8. ↑  الوفرة رقم 4 - بئر اكتشافي

## وصلات خارجية
- Lenderking، Timothy A.؛ Jones، Stuart E.؛ Kirby، John (23 أغسطس 2013). Wharton، Bruce؛ Kerry، John (المحررون). "U.S. Relations With Saudi Arabia". Bureau of Near Eastern Affairs/Bureau of Public Affairts (United States Department of State). United States Department of State. واشنطن العاصمة: وزارة الخارجية (الولايات المتحدة). مؤرشف من الأصل في 2017-01-21. اطلع عليه بتاريخ 2021-07-09.
- Barson, E.S. (15 Sep 1970). Hodgson, R.D. (ed.). International Boundary Study No. 103 – September 15, des 1970: Kuwait–Saudi Arabia Boundary (PDF). Office of the Geographer (Directorate for Functional Research, مكتب الاستخبارات والبحوث) (Report) (بالإنجليزية). واشنطن العاصمة: وزارة الخارجية (الولايات المتحدة). Vol. 103. pp. 1–10. Archived from the original (PDF) on 2017-12-01. Retrieved 2021-07-09.
- U.S. Army Map Sheet NH38-16 1:250.000 (map sheet with western part of former Neutral Zone)